# Krapyak (Tahunan)
Krapyak is een bestuurslaag in het regentschap Jepara van de provincie Midden-Java, Indonesië. Krapyak telt 10.536 inwoners (volkstelling 2010).